# Krishna Mahon
Krishna Mahon (1974 ou 1975) é uma jornalista, produtora de audiovisual e apresentadora de televisão brasileira.

## Formação
Mahon é formada em jornalismo e cinema pela PUC Minas e com curso de extensão em ficção científica pela Universidade de Michigan.

## Carreira

### Audiovisual
Mahon começou a trabalhar na área do audiovisual quando estagiou na Rede Minas.  Ela trabalhou sete meses nos Estados Unidos, na Discovery Networks. Voltou ao Brasil em 2007, quando tornou-se produtora executiva da Mixer Films. Vários de seus projetos foram premiados em eventos como New York Festivals e o Aurora Awards.
Em 2010, passou a trabalhar no A&E Television. Em 2012, tornou-se diretora de conteúdo original da A&E Olé Networks, joint venture entre a AETN e OLE Communications. Ela assumiu a direção de conteúdo digital dos canais A&E, History, Lifetime e H2. Ela deixou de trabalhar para o grupo em maio de 2018.
Mahon já produziu séries, reality shows e prestou consultoria a filmes em diversos projetos dentro e fora do país. Entre os programas que produziu, estão Até que a Morte nos Separe (2012), da Medialand, Investigação Criminal (2012), da Prodigo Films, Desaparecidos (2015), da A&E, Gigantes do Brasil (2016), Mauá, O Primeiro Gigante (2019), ambos em parceria com a Botique Filmes, e Mil dias - A Saga da Construção de Brasília (2018), da Cine Group. A série O Infiltrado (2013) foi indicada ao Emmy e venceu a Associação Paulista de Críticos de Arte e o Festival Telas.
Em 2020, Mahon prestou consultoria para o Grupo Band, onde entrou em contato com o canal SexPrivé. Ela tornou-se chefe de estratégia de conteúdo dos canais Band e passou a apresentar diversos programas dentro do SexPrivé. De acordo com Mahon, ela viu a oportunidade como uma maneira de aumentar as vozes femininas em um espaço heteronormativo. Ela também diz que demitiu-se pela pressão, alta carga de trabalho e assédios que sofria como produtora.
O primeiro programa da Band que assumiu foi o Cine Privé. Em 2019, apresentou o Rapidinhas. Em 2020, passou a apresentar o Manda Nudes com Maru Karv e o SexPrivé Club, no canal Band.

### Jornalismo
Em 2016, criou seu canal de jornalismo no YouTube, o Imprensa Mahon. O canal é focado em informações sobre o mercado de trabalho, especialmente no cinema e televisão. A ideia para o canal surgiu após Mahon dar aulas de produção executiva para a Associação Brasileira da Produção de Obras Audiovisuais (Apro) e o Serviço Brasileiro de Apoio às Micro e Pequenas Empresas (Sebrae) e perceber que não havia muitas informações sobre como ingressar no mercado de trabalho. Ela também é moderadora do grupo de Facebook Mulheres do Audiovisual Brasil, que dá apoio para mulheres que trabalham na área.

Mahon escreve para o Meio & Mensagem e Portal Comunique-se. Em 29 de janeiro de 2022, estreou uma coluna no F5, da Folha de S.Paulo, sobre sexo sem tabus.